# 日本塩業研究会
日本塩業研究会（にほんえんぎょうけんきゅうかい）は、東京都港区に本部を置く日本の学会である。1956年に設立された。
同会は広く塩業の社会的文化的研究を行うことを目的としている。2017年現在の会長は楠目齊、代表は落合功。

## 会員
2017年3月末現在の会員数は以下の通り。
- 正会員　42名
- A会員　8団体
- B会員　2団体
- 一般会員　5団体
- 維持会員　2団体

正会員は次のいずれかの部会に所属し、その分野の研究を行う。
- 塩業史部会：ほぼ専売制度成立以前までの塩業の歴史の研究
- 塩俗部会：製塩技術史、民俗、地理、その他の広範な分野の研究
- 塩事業部会：主として明治以降の塩制、塩専売論、現状分析の研究

## 歴代会長
歴代会長は以下の通り。括弧内は在任期間。
1. 渋沢敬三（1961年 - 1963年）
2. 揖西光速（1963年 - 1964年）
3. 宮本常一（1964年 - 1981年）
4. 園部秀男（1990年 - 2004年）
5. 渡辺則文（2004年 - 2007年）
6. 加茂詮（2007年 - 2015年）
7. 太田健一（2015年 - 2016年）
8. 楠目齊（2016年 - ）

## 運営
運営については以下の委員会が置かれている
- 企画委員会
- 論文編集委員会
- 国際委員会

## 主な催事
- 日本塩業研究会総会（3年毎）

## 主な出版物
- 『日本塩業の研究』（機関誌）